# خورشیدفرشته شاهانه
خورشیدفرشته شاهانه (نام علمی: Heriangelus regalis) یک گونه در معرض خطر انقراض از مرغ مگس در تبار خورشیدفرشته‌تباران (Lesbiini) از زیرتیرهٔ خورشیدیان (Lesbiinae) است که در اکوادور و پرو یافت می‌شود.